# Pawliwka (rejon chmielnicki)
Pawliwka (ukr. Павлівка) – wieś na Ukrainie, w obwodzie winnickim, w rejonie chmielnickim, w hromadzie Kalinówka. W 2001 liczyła 3798 mieszkańców, spośród których 3767 wskazało jako ojczysty język ukraiński, 28 rosyjski, 2 białoruski, a 1 ormiański.